# Sylvia Sichel
Sylvia Sichel är en amerikansk manusförfattare till filmerna All Over Me (1997) och If These Walls Could Talk 2 (2000). Hon spelade sig själv i den tyska filmen Schau mir in die Augen, Kleiner (2007).
Sylvia Sichel är syster till Alex Sichel.